# باول أستروم
باول أستروم (بالسويدية: Paul Åström)‏ هو مؤرخ عصور ما قبل التاريخ سويدي، ولد في 15 يناير 1929 في Sundsvalls parish ‏ في السويد، وتوفي في 4 أكتوبر 2008.